# Enugu
Enugu je hlavní město jednoho ze států Nigerijské federativní republiky – státu Enugu. Počet obyvatel města není přesně znám, nicméně počet obyvatel celého státu Enugu je na základě předběžných čísel z nigerijského sčítání lidu z roku 2005 odhadován na 5 590 513 obyvatel. Obyvatelstvo Enugu patří k etniku Igbo, což je jedno ze čtyř největších nigerijských etnik.

## Etymologie
Jméno Enugu pochází ze dvou igbo slov enu ugwu což v překladu znamená „vrcholek hory“

## Historie

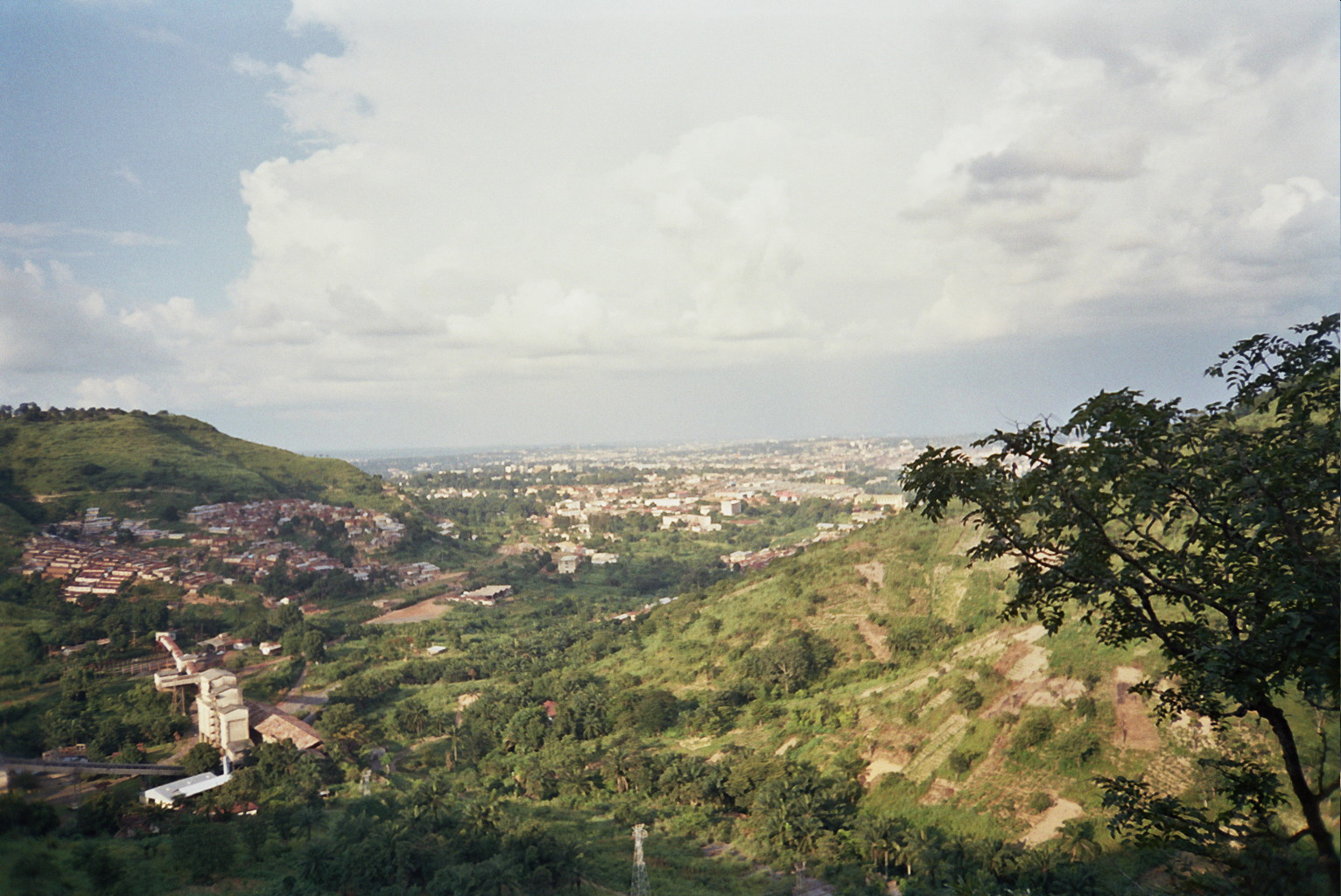
Pohled na Enugu z hor na západ od města

Od získání nigerijské nezávislosti v roce 1960 bylo Enugu hlavním městem Východního regionu. Od 30. května 1967 se stalo hlavním městem Republiky Biafra, státu usilujícího o nezávislost na Nigérii. 28. září bylo město dobyto nigerijskými jednotkami a hlavním městem Biafry se tak stala Umuahia.
Po skončení nigerijské občanské války v roce 1970 byl bývalý Východní region rozdělen na několik nových států a Enugu se stalo hlavním městem státu Anambra.
V roce 1991, za vlády diktátora Ibrahim Badamosi Babangida, byl stát Anambra rozdělen na dvě části – nový stát Anambra s hlavním městem Awka a stát Enugu s Enugu jako hlavním městem.

## Hospodářství
Na začátku 20. století se Enugu stalo významným centrem těžby uhlí. Těžba uhlí byla z velké části zastavena v průběhu nigerijské občanské války a to zejména v důsledku zničení potřebného vybavení. Malé množství uhlí se však stále ještě těží a je přepravováno železnicí do přístavu Port Harcourt, odkud je exportováno do zahraničí. Dodnes je těžba uhlí přítomna v oblíbeném nigerijském označení města „the Coal city“ – „Uhelné Město“, které můžeme nalézt například na poznávacích značkách aut státu Enugu.
Dnes je nejsilnějším ekonomickým odvětvím města drobný obchod a služby. V blízkosti vnitrostátního letiště se nachází továrna Mercedesu.
Problémem ekonomického rozvoje jsou pravidelné každodenní výpadky elektřiny, nedostatečné zásobování vodou a špatný stav silnic.

## Doprava
V Enugu se nachází vnitrostátní letiště, s pravidelnými linkami do Abuji a Lagosu. Dvě nigerijské letecké společnosti létající do Enugu jsou Aerocontractors a Sosoliso Airlines.
Z Enugu vede železnice do Port Harcourt, nicméně ta je využívána jen pro nákladní dopravu.
K dopravě do jiných měst je možno využít dopravu autobusy a mikrobusy.
Městská hromadná doprava v Enugu prakticky neexistuje, ulice jsou proto neustále ucpané. K dopravě po městě je využíváno taxíků v podobě mikrobusů nebo motorkářů, zvaných „okada“.

## Školství
V Enugu se nachází jeden z kampusů University of Nigeria – UNEC, dále pak Enugu State University of Science & Technology (ESUT) a Institute of Management & Technology (IMT). Problémem nigerijského vysokého školství obecně je kultismus a tento kriminální fenomén se nevyhnul ani Enugu.